# Niccolò Piccinni
Niccolò Piccinni, také Nicola Vincenzo Piccini, resp. Niccolò Vito Piccini, jako další křestní jména jsou uváděna rovněž Marcello, Antonio a Giacomo (16. ledna 1728, Bari – 7. května 1800, Passy), byl italský operní skladatel, představitel neapolské operní školy.

## Život
Narodil se v Bari. Jeho otec, ačkoliv sám hudebník, byl proti tomu, aby syn nastoupil tutéž dráhu. Díky intervenci biskupa v Bari byl přijat na Konzervatoř sv. Onofria v Neapoli jako většina skladatelů neapolské operní školy. Studoval u Leonarda Lea a Francesca Durante.
Jeho první opera „Le Donne dispettose“ byla provedena v Neapoli roku 1755 a již o pět let později dosáhl v Římě prvního evropského úspěchu buffo-operou „La Cecchina ossia la buona Figliuola“ (Hodná dceruška) na text Carla Goldoniho.
V letech 1758 až 1773 uvedl Piccini více než 30 oper v Neapoli, více než 20 v Římě a další v jiných italských městech. Byl zástupcem hlavního kapelníka neapolské katedrály, vyučoval zpěv a byl varhaníkem v několika dalších chrámech Neapole. Stal se i druhým varhaníkem Královské kaple.
V roce 1756 se oženil se svou žačkou, zpěvačkou Vincenzou Sibillou, která se krátce po sňatku na manželovo přání vzdala pěvecké kariéry.
Roku 1776 byl pozván královnou Marií Antoinettou do Paříže. Všechna jeho díla se v Paříži dočkala velkého úspěchu a skladatel obdržel od pařížského dvora tučnou rentu.
Velkým rivalem na poli operní tvorby v Paříži mu byl Christoph Willibald Gluck. Paříž byla rozdělena na piccinisty a gluckisty. Tuto rivalitu podporoval ředitel pařížské opery, který objednal u obou skladatelů operu na stejné téma: Ifigenii na Tauridě. Gluckova opera měla premiéru 18. května 1779, Picciniho následovala 23. ledna 1781. Ačkoliv byla provedena sedmnáctkrát, což byl na tehdejší dobu obrovský úspěch, později upadla v zapomenutí, zatímco Gluckovo dílo je trvalou součástí světového repertoáru. V roce 1780 Gluck opustil Paříž a ředitelé opery se pokusili roznítit novou rivalitu mezi Piccinim a Sacchinim. To se však již nepodařilo. Když Christoph Willibald Gluck zemřel, navrhl Piccini, aby byl na jeho počest v Paříži vybudován pomník. Projekt však sami gluckisté odmítli podpořit.

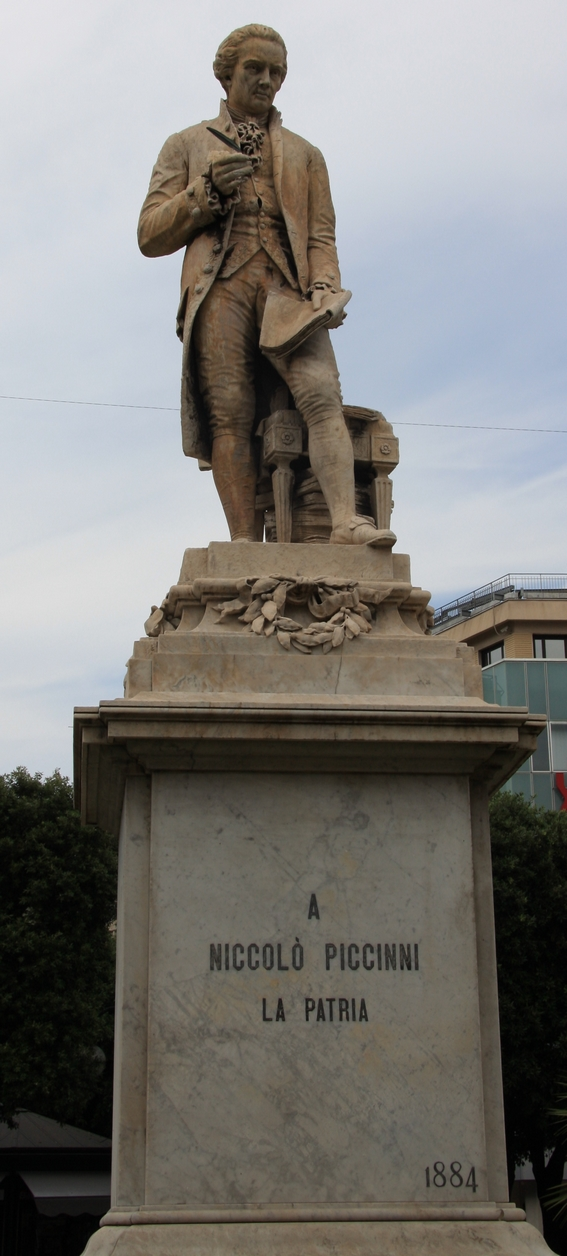
Socha N. Piccinniho v italském Bari

Roku 1784 se Piccini stal profesorem na Královské konzervatoři (L'école royale de chant et de déclamation). Po nástupu francouzské revoluce se vrátil do Neapole. Z Paříže odešel ani ne tak z politických důvodů, jako spíše proto, že Republika mu královskou rentu silně zredukovala. Neapolským králem Ferdinandem IV. byl nejprve vřele přijat. Když se však Picciniho dcera provdala za francouzského jakobína, jeho přízeň rychle ochladla. Na Picciniho bylo uvaleno domácí vězení a přežíval na příležitostných zakázkách pro divadla v Benátkách, Neapoli a Římě.
Do Paříže se vrátil v roce 1798. Publikum ho přijalo s nadšením, penze mu byla částečně navrácena, a byl dokonce jmenován inspektorem reformované konzervatoře (Institut national de musique). Stáří a nemoci mu však již nedovolovaly pokračovat v dosavadním tvůrčím nasazení.
Zemřel 7. května 1800 v Passy, nedaleko Paříže.

## Dílo
Piccini byl neobyčejně plodný skladatel. Sacchini uvedl, že zkomponoval na 300 oper. To číslo je i přes vysoký věk, kterého se skladatel dožil, zřejmě přehnané, případně jsou do něj započteny inscenace téhož díla na různých scénách. Borde a Ginguené docházejí k realističtějšímu číslu 130. Dochovaných oper, u nichž je prokázáno autorství, je více než osmdesát.
Ačkoliv se v jeho díle projevuje vliv francouzské a německé operní tvorby, patří k typickým představitelům neapolské operní školy.
Piccini obohatil italskou komickou operu o lyrický citový výraz. Jeho opera Hodná dceruška položila základ tzv. plačtivé komedie. Místo typicky neapolské drsné komiky volil Piccini pro své komické opery sentimentální náměty z měšťanského prostředí. Picciniho díla si velmi vážil W. A. Mozart.

### Nejvýznamnější opery

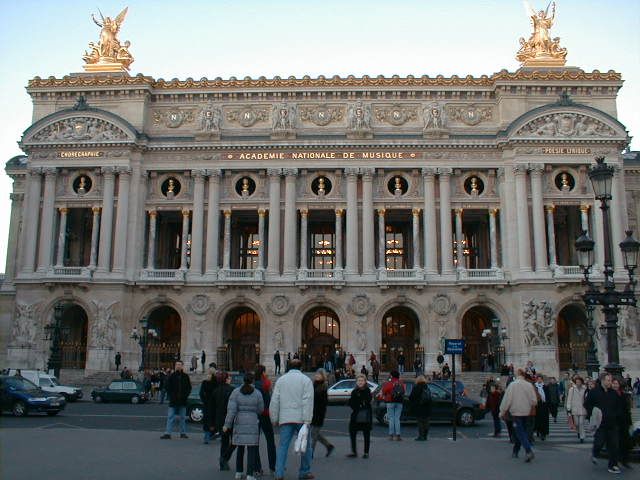
Pařížská Velká opera (Palais Garnier)

1. Le Donne dispettose (1755, Neapol)
2. Zenobia (1756, Teatro S. Carlo, Neapol)
3. La buona figliuola (La Cecchina) (1760, Teatro delle Dame, Řím)
4. Le vicende della sorte (1761, Teatro Valle, Řím)
5. La buona figliuola maritata (1761, Bologna)
6. Il Cavaliere per Amore (1762, Teatro Nuovo, Neapol)
7. Le Contadine bizarre (1763, Teatro San Samuele, Benátky)
8. Gli Stravaganti (1764, Teatro Valle, Řím)
9. Il Barone di Torreforte (1765, Řím)
10. La Pescatrici ovvero L'Erede riconosciuta (1766, Teatro Capranica, Řím)
11. Il gran Cid (1766, Teatro San Carlo, Neapol)
12. Le finte Gemelle (1772, Teatro Valle, Řím)
13. Alessandro nell'Indie (1774, Teatro San Carlo, Neapol)
14. Roland (1778, Grand Opéra, Paříž)
15. Iphigénie en Tauride (1781, Grand Opéra, Paříž)
16. Didon (1783, Fontainebleau)
17. Le faux Lord (1783), Comédie Italienne, Paříž)
18. Penelope (1785, Fontainebleau)